# Pou Vell (Ferran)
El Pou Vell és una obra de Ferran, entitat municipal del municipi d'Estaràs (Segarra), inclosa a l'Inventari del Patrimoni Arquitectònic de Catalunya.

## Descripció
Pou situat en la zona dels horts, sota el poble de Ferran i emprat per regar els mateixos. Aquesta construcció presenta una estructura interior de planta circular i exteriorment rectangular, a la part superior. L'aigua del seu interior aflora del terra, en el mantell freàtic. El seu parament és de pedra seca disposada en filades regulars.

## Història
La gent més gran del poble recorda que aquest pou disposava d'una escala d'accés, situada a l'esquerra de la construcció i que conduïa a un espai de notables dimensions cobert amb una volta de canó.